# Hieracium longilobum
Hieracium longilobum es una especie de planta con flor del género Hieracium, de la familia Asteraceae, orden Asterales.

## Distribución
Hieracium longilobum se distribuye por Escocia y Suecia.

## Taxonomía
Fue descrita científicamente por (Zahn) Roffey.